# Ерновский сельский округ
Ерновский сельский округ — упразднённая административно-территориальная единица, существовавшая на территории Зарайского района Московской области в 1994—2006 годах.
Больше-Ескинский сельсовет был образован 14 июня 1954 года в составе Зарайского района Московской области путём объединения Козловского и Мало-Ескинского с/с.
1 февраля 1963 года Зарайский район был упразднён и Больше-Ескинский с/с вошёл в Коломенский сельский район. 11 января 1965 года Больше-Ескинский с/с был передан в восстановленный Зарайский район.
20 декабря 1966 года из Масловского с/с в Больше-Ескинский были переданы селения Верхнее Плуталово, Ерново, Ильицино, Клепальники, Кобзево, Нижнее Плуталово и Столпово. Одновременно из Больше-Ескинского с/с в Пенкинский были переданы селения Алтухово, Борисово-Околицы, Верхнее Вельяминово, Замятино, Козловка, Нижнее Вельяминово и Прудки.
10 сентября 1968 года центр Больше-Ескинского с/с был перенесён в селение Ерново, а сам сельсовет переименован в Ерновский сельсовет.
30 мая 1978 года в Ерновском с/с было упразднено селение Кобзево.
3 февраля 1994 года Ерновский с/с был преобразован в Ерновский сельский округ.
В ходе муниципальной реформы 2004—2005 годов Ерновский сельский округ прекратил своё существование как муниципальная единица. При этом все его населённые пункты были переданы в сельское поселение Гололобовское.
29 ноября 2006 года Ерновский сельский округ исключён из учётных данных административно-территориальных и территориальных единиц Московской области.